# Уклемеш
Уклемеш (на гръцки: Φαράγγι, Фаранги, до 1927 година Οκλεμέζ, Оклемез) е село в Егейска Македония, Гърция, в дем Суровичево (Аминдео), област Западна Македония.

## География
Селото е разположено в котловината Саръгьол на източния бряг на Островското езеро срещу село Пътеле (Агиос Пантелеймонас) на 15 километра северно от Чалджиево (Филотас).

## История

### В Османската империя
В 1889 година Стефан Веркович пише за Уклемеш:
| „ | Село Каламеш с 25 мохамедански къщи. Данъкът на това село е 3100 пиастри. Жителите му се занимават със земеделие и дърводобив, като карат дървата в съседните села и градчета за продажба за отопление. Селото е разположено в подножието на голи хълмове близо до Островското езеро. | “ |

Според статистиката на Васил Кънчов („Македония. Етнография и статистика“) в 1900 година Юклемес има 150 жители турци.
На Етнографската карта на Битолския вилает на Картографския институт в София от 1901 година Оклемез е чисто турско село в Кайлярската каза на Серфидженския санджак с 40 къщи.
Според статистика на Серфидженския санджак на гръцкото консулство в Еласона от 1904 година в Инглемеш - Укулемеш (Ιγγλεμές - Ουκουλεμές), Кайлярска каза, живеят 200 турци.

### В Гърция
През Балканската война в селото влизат гръцки войски и след Междусъюзническата остава в Гърция. Боривое Милоевич пише в 1921 година („Южна Македония“), че Келемез има 45 къщи турци. По силата на Лозанския договор турското население на Уклемеш е изселено и на негово място са заселени християни бежанци. В 1927 година селото е прекръстено на Фаранги. В 1928 година Уклемеш е чисто бежанско село с 26 бежански семейства и 109 жители бежанци.
До 2011 година селото е част от дем Чалджиево на ном Лерин.
| Име    | Име    | Ново име  | Ново име   | Описание                                             |
| ------ | ------ | --------- | ---------- | ---------------------------------------------------- |
| Сарлък | Σαρλίκ | Ермолофос | Έρημόλοφος | връх на И от Уклемеш, на десния бряг на Град (648 m) |

| Година    | 1913 | 1920 | 1928 | 1940 | 1951 | 1961 | 1971 | 1981 | 1991 | 2001 | 2011 | 2021 |
| --------- | ---- | ---- | ---- | ---- | ---- | ---- | ---- | ---- | ---- | ---- | ---- | ---- |
| Население |      |      |      |      |      |      |      |      |      | 163  | 137  | 123  |